# Bob McEwen
Robert D. " Bob " McEwen (nascido em 12 de janeiro de 1950) é um político americano do Partido Republicano, que foi membro da Câmara dos Representantes dos Estados Unidos do Sexto Distrito do sul de Ohio, de 3 de janeiro de 1981 a 3 de janeiro, 1993. Tom Deimer, do Plain Dealer de Cleveland, o descreveu como um "republicano clássico" que se opõe ao aborto, ao controle de armas e aos altos impostos. Na Câmara, ele criticou a incompetência do governo e acusou corrupção da maioria democrata que governou a Câmara nos anos 1980. McEwen, que havia vencido facilmente três mandatos na Câmara de Ohio, foi eleito para o Congresso aos trinta anos para substituir um representante que se aposentava em 1980 e venceu com facilidade a reeleição cinco vezes.
Depois de uma batalha primária com outro titular cujo distrito foi combinado com o dele, McEwen perdeu por pouco as eleições gerais de 1992 para o democrata Ted Strickland. Após uma corrida no segundo distrito adjacente em 1993, McEwen esteve ausente da cena política de Ohio por uma década, até que em 2005 buscou a nomeação republicana para o Congresso na segunda eleição especial distrital para substituir Rob Portman, que o derrotou em 1993, e terminou em segundo lugar para o vencedor nas eleições gerais, Jean Schmidt. A plataforma de 2005 de McEwen era conhecida por suas campanhas anteriores, defendendo uma postura antiaborto, defendendo os direitos da Segunda Emenda e prometendo limitar os impostos e os gastos do governo.

## Antes do congresso
Nascido em Hillsboro, Ohio, McEwen se formou na Hillsboro High School em 1968. Em 1972 ele se formou em Administração de Empresas pela Universidade de Miami em Coral Gables, Flórida. Ele também frequentou a Faculdade de Direito da Ohio State University por um ano, de 1972 a 1973.
McEwen é casado com a ex-Elizabeth "Liz" Boebinger e tem quatro filhos: Meredith, Jonathan, Robert e Elizabeth. Ele é membro de muitas organizações fraternas e grupos cívicos, incluindo Sigma Chi, Farm Bureau, Grange, Rotary International, Jaycees e Optimist Club.
Depois de dois anos nos negócios imobiliários da família de sua esposa, servindo como vice-presidente da Boebinger, Inc., ele foi eleito com a idade de 24 anos para a Câmara dos Representantes de Ohio em 1974 pelo 72º Distrito da Câmara, representando o sul de Ohio. O distrito de McEwen continha partes dos condados de Clinton, Fayette, Greene e Highland e todo o condado de Madison. Ele foi reeleito para mais dois mandatos de dois anos. Em 1976, sua pluralidade contra o democrata L. James Matter era de 14.816 votos, um número maior do que os votos expressos em Matter. (McEwen recebeu 27.657 contra 12.841 de Matter. ) McEwen era um apoiador da loteria estadual na Câmara.  Tendo anteriormente dirigido as campanhas de reeleição do Congresso do Sexto Distrito, Bill Harsha, ao Congresso em 1976 e 1978, McEwen concorreu à cadeira de Harsha quando se aposentou em 1980. Harsha foi neutro nas primárias de oito homens que McEwen venceu, mas apoiou McEwen na eleição geral, onde derrotou o psicólogo e ministro Ted Strickland, oponente de Harsha em 1976 e 1978, que se tornou governador de Ohio.

## Carreira no Congresso

Selo da Camâra dos E.U

No Congresso, McEwen, que "tinha a reputação de ser um homem que pensa sobre política a cada momento", afirmou o Congressional Quarterly, era um conservador ferrenho, defendendo militares fortes. Além disso, ele era um forte defensor das obras do governo em seu distrito - represas, estradas, eclusas e similares tanto quanto Harsha havia sido - como McEwen estava no Comitê de Obras Públicas e Transporte da Câmara. A Chillicothe Gazette iria saudá-lo por seu trabalho no financiamento da US Route 35, uma rodovia de acesso limitado que liga Chillicothe a Dayton. Em geral, entretanto, McEwen defendeu a redução dos gastos do governo.
Um anticomunista veemente, ele visitou Tbilisi na ex- República Soviética da Geórgia em 1991 para ajudar a derrubar a iconografia do martelo e foice do regime comunista. Naquele ano, ele também pediu que a Câmara estabelecesse um comitê seleto para investigar a questão dos prisioneiros de guerra / MIA da Guerra do Vietname - se algum soldado declarado " desaparecido em ação " na Guerra do Vietname e outras guerras americanas ainda estavam vivos - patrocinando H. Res. 207.

### Distrito de McEwen
Quando McEwen foi eleito pela primeira vez em 1980, o Sexto Distrito de Ohio consistia nos condados de Adams, Brown, Clinton, Fayette, Highland, Pickaway, Pike, Scioto e Ross mais o condado de Clermont fora da cidade de Loveland, Harrison Township no condado de Vinton e o Municípios do condado de Warren de Clearcreek, Deerfield, Hamilton, Harlan, Massie, Salem e Wayne. The Washington Post descreveu o Sexto como "um distrito republicano à prova de falhas". Estava nas mãos dos republicanos desde uma eleição especial de 1959.
A Assembleia Geral de Ohio redesenhou o Sexto Distrito seguindo os resultados do Censo de 1980. Os limites de 1983 a 1987 incluíam todos os condados de Adams, Clinton, Fayette, Highland, Hocking, Jackson, Pike, Ross, Scioto, Vinton e Warren, além dos municípios de Waterloo e York no condado de Atenas ; Wayne Township no condado de Clermont ; Concord, Jasper, Marion, Perry, Union e Wayne Townships no condado de Fayette ; e Washington Township e as cidades de Miamisburg e West Carrollton no condado de Montgomery.
A partir do 100º Congresso em 1987, os ajustes foram feitos pelo legislativo aos limites. Uma pequena parte do território do condado de Montgomery foi separada, assim como partes do condado de Fayette em Washington Court House em Município de Union e os municípios de Jasper e Marion. Parte do condado de Brown foi adicionada, Jackson e Municípios de Eagle. Esses eram os limites para o restante do serviço de McEwen no Congresso.
O distrito era em grande parte rural e agrícola, sem grandes cidades. Uma das principais indústrias foi a Instalação do Departamento de Energia dos Estados Unidos Portsmouth Difusão Gasosa em Piketon, que fabricou Urânio para nuclear. O distrito era de 97% branco com uma renda familiar mediana de $ 21.761.

### Palavras fortes
McEwen não era conhecido como um homem para brincar com as palavras. No aceso debate de 1985 sobre a sede do Congresso em Indiana entre republicanos Richard D. McIntyre, a quem o Secretário de Estado da Indiana tinha sido certificado como vencedor de um lugar no 99 ° Congresso, e Democrata Frank McCloskey, em que a câmara se recusou a sentar McIntyre, McEwen declarou no chão da casa, "Sr. Presidente, você sabe como ganhar votos à moda antiga — você rouba-os." Quando McEwen estava no final de 1990 para a casa por causa de um grande engarrafamento no I-495 beltway à volta Washington, D.C., ele disse no piso da casa em 21 de Fevereiro que o Distrito do governo de Columbia deve ser substituído: